# El desayuno
El desayuno fue un programa de variedades, entretenimiento y farándula que se emite de lunes a viernes por el Canal RCN. En su formato se combinaban noticias, entrevistas, música, concursos, cocina, reseñas en torno a la cotidianidad colombiana. Fue el reemplazo de Muy buenos días.
Los presentadores principales eran Iván Lalinde y Yaneth Waldman quienes además estaban acompañados por Jéssica de la Peña, Andrea Jaramillo quien se dedica a los temas de noticias, Andrés López, Sebastián Parra quien se dedica a los temas de deportes, Camilo Angulo quien se dedica a los temas tecnológicos, redes sociales y comunicaciones, Ángela Cardozo quien se dedica a los temas de vida, hogar y mujer, el chef Juan Diego Vanegas, Marcela McCausland quien se dedica a temas de moda, y Juan David Muñoz "Juanda Caribe" quien hace rutinas humorísticas entre otros.
El programa se emitía desde las 5:30 a. m. y las noticias se emitían cada hora con boletines informativos generados por Noticias RCN, pero presentadas y desarrolladas desde el set de El desayuno.
El programa salió del aire el día 28 de febrero de 2020 por bajo índice de audiencia, en reemplazo se estrenó Nuestra Casa el 2 de marzo de 2020 en cabeza de Iván Lalinde.